# Kulturåret 1840

## Händelser
- 19 augusti – Spelåret 1840/41 inleds på Kungliga teatern i Stockholm med »Lucie» och som förpjäs »Frontin gift ungkarl». Dragplåstret är Jenny Lind i tredje akten.[1]
- Carl Bennet väljs in som ledamot i Konstakademien.

## Priser och utmärkelser
- Kungliga priset – Per Daniel Amadeus Atterbom
- Svenska Akademiens stora pris – Ulrika Carolina Widström.

## Nya verk
- Les Rayons et les ombres av Victor Hugo
- Morianen, eller Holstein-Gottorpiska huset i Sverige av Magnus Jacob Crusenstolpe (första delen)
- Nyare dikter av Wilhelm von Braun
- Samlade vitterhetsförsök av Ulrika Carolina Widström
- Sara Widebeck av August Blanche
- Vår tids hjälte av Michail Lermontov

## Födda
- 7 februari – Ida Göthilda Nilsson (död 1920), svensk skulptör.
- 2 april – Émile Zola (död 1902), fransk författare och poet.
- 5 april
  - Ferdinand Bengzon (död 1893), svensk tonsättare och pianist.
  - Paul Konewka (död 1870), tysk silhuett-tecknare.
- 11 april
  - Edward S. Ellis (död 1916), amerikansk författare.
  - Conrad Nordqvist (död 1920), svensk violinist.
- 17 april – Axel Bosin (död 1910), svensk skådespelare, regissör och teaterdirektör.
- 22 april – Odilon Redon (död 1916), fransk målare och tecknare.
- 7 maj – Pjotr Tjajkovskij (död 1893), rysk tonsättare.
- 13 maj – Alphonse Daudet (död 1897), fransk författare.
- 2 juni
  - Peter August Gödecke (död 1890), svensk författare och översättare.
  - Thomas Hardy (död 1928), brittisk författare.
- 2 augusti – Clara Montalba (död 1929), brittisk konstnär.
- 11 augusti – Richard Gustafsson (död 1918), svensk riksdagspolitiker och grundare av skämttidningen Kasper.
- 24 augusti – Ingeborg von Bronsart (död 1913), svensk-tysk tonsättare.
- 28 augusti – Ira David Sankey (död 1908), amerikansk kyrkosångare, sångförfattare, sångboksutgivare och kompositör.
- 2 september – Giovanni Verga (död 1922), italiensk författare.
- 27 september
  - Alfred Thayer Mahan (död 1914), amerikansk sjömilitär och författare.
  - Thomas Nast (död 1902), tysk-amerikansk karikatyr- och satirtecknare.
- 30 september
  - Carl Schuch (död 1903), österrikisk målare.
  - Johan Svendsen (död 1911), norsk tonsättare och violinist.
- 5 oktober – Vilhelm Topsøe (död 1881), dansk författare och journalist.
- 9 oktober – Simeon Solomon (död 1905), engelsk prerafaelitisk målare.
- 17 oktober
  - André Gill (död 1885), fransk konstnär och skämttecknare.
  - Mary Hammarfeldt, svensk skådespelare.
- 18 oktober – Hjalmar Edgren (död 1903), svensk-amerikansk lingvist, lexikograf, översättare, poet och militär.
- 19 oktober – Holger Drachmann (död 1908), dansk författare.
- 25 oktober – Arthur William à Beckett (död 1909), brittisk journalist, dramaturg och författare.
- 12 november – Auguste Rodin (död 1917), fransk skulptör.
- 14 november
  - Claude Monet (död 1926), fransk konstnär.
  - Evald Hansen (död 1920), dansk-svensk xylograf (träsnidare, gravör).
- 15 november – Joël Blomqvist (död 1930), svensk frikyrklig diktare, sångare, organist och tonsättare.
- 22 november – Daniel Webster Whittle (död 1901), amerikansk sång- och psalmförfattare.
- 25 december – Reinhold Callmander (död 1922), svensk konstnär.
- 28 december – Jean Gautherin (död 1890), fransk skulptör.
- 29 december – Girolamo Masini (död 1885), italiensk skulptör.
- 30 december – Anders Oscar Bolander (död 1914), svensk pianist och tonsättare.
- okänt datum – Maria Neruda-Arlberg, svensk violinist.

## Avlidna
- 6 januari – Fanny Burney (född 1752), brittisk författare och dagboksförare.
- 5 februari – Franz von Gaudy (född 1800), tysk författare.
- 27 maj – Niccolò Paganini (född 1782), italiensk violinist och tonsättare.
- 6 juli – Johann Heinrich Ramberg (född 1763), tysk målare